# The Journal of Organic Chemistry
Das Journal of Organic Chemistry (nach ISO 4-Standard in Literaturzitaten mit J. Org. Chem. abgekürzt) oder gelegentlich auch JOC genannt, ist eine seit 1936 erscheinende Fachzeitschrift über die Organische Chemie und Biochemie. Sie erscheint seit 2008 zweimal im Monat. Ursprüngliche Erscheinungsweise war zweimonatlich, ab 1951 monatlich, ab 1971 26 Mal im Jahr.
Veröffentlicht werden Artikel originärer Forschung (Original Research). Der Impact Factor lag im Jahr 2020 bei 4,354. Nach der Statistik des ISI Web of Knowledge wurde das Journal 2014 in der Kategorie organische Chemie an siebenter Stelle von 57 Zeitschriften geführt. Das Journal wird von der American Chemical Society herausgegeben.

Die Entwicklung des Impact-Faktors von JOC in der Zeit von 1980 bis 2023. Der Höhepunkt wurde 2012 erreicht.